# Pierre de Montreuil
Pour les articles homonymes, voir Montreuil.
Pierre de Montreuil (et non Pierre de Montereau) est un architecte français, né vers 1200 (1212) et mort le 17 mars 1267 à Paris. Sa vie est assez mal connue et les sources divergent quant à ses œuvres, mais il est généralement admis qu'il est l'un des plus grands architectes de la période du gothique rayonnant. Il était le père ou le frère de l'architecte Eudes de Montreuil.
Sa renommée vient de l'épitaphe gravée sur sa tombe dans le chœur de la chapelle de la Vierge par les moines de l'abbaye de Saint-Germain-des-Prés : « flos plenus morum, vivens doctor lathomorum » (fleur pleine de vertus, de son vivant docteur ès-pierres).

## Biographie
Après une période de formation qui n'est pas documentée, il est appelé vers 1239 par l'abbaye de Saint-Germain-des-Prés à Paris pour y réaliser un nouveau réfectoire. Remarqué pour son talent, il travaille ensuite dans la basilique de Saint-Denis aux alentours de 1247, où il succède à un architecte anonyme que les historiens de l'architecture gothique appellent, par convention, le Maître de 1231.
Sur la base d'une mention du XVIIe siècle, on lui a longtemps attribué la réalisation, entre 1243 et 1248, de la Sainte-Chapelle, sur la demande de Louis IX. Cette attribution est aujourd'hui rejetée par l'essentiel des chercheurs. Située sur l'Île de la Cité, elle représente un modèle de l'art gothique, privilégiant les ouvertures et les vitraux, et réduisant les murs à un minimum.
Vers 1250, il construit la Chapelle de la Vierge dans l'abbaye de Saint-Germain-des-Prés, une grande chapelle à vaisseau unique ainsi que le réfectoire de l'abbaye. Ces deux bâtiments sont aujourd'hui détruits. Vers 1258, il succède à Jehan de Chelles comme architecte de la cathédrale Notre-Dame de Paris. Il y construit notamment le bras sud du transept et la porte rouge. On lui a encore attribué, sans preuve, la chapelle du château de Saint-Germain-en-Laye, et le réfectoire du Prieuré Saint-Martin-des-Champs à Paris (aujourd'hui bibliothèque du Conservatoire national des arts et métiers).
Sa tombe ainsi que celle de son épouse furent placées à Saint-Germain-des-Prés, dans la chapelle qu'il avait bâtie. Son épitaphe, gravée sur sa tombe, indiquait son titre de doctor lathomorum, c'est-à-dire instructeur des maçons, selon la traduction proposée par Robert Branner, ou, autrement, docteur ès pierres. Cette chapelle fut rasée en 1802 pour ouvrir l'actuelle rue de l'abbaye. Le réfectoire de Pierre de Montreuil a été détruit en 1797.

## Jardin Pierre-de-Montreuil
Le long de la façade nord de la basilique Saint-Denis se trouve le jardin Pierre-de-Montreuil. Il comporte une partie publique et une autre non accessible au public où se trouve une sculpture en pierre d'Henri Bouchard représentant Pierre de Montreuil (1908), assis, tenant une règle d'architecte, et regardant vers le ciel, ou plutôt vers son œuvre, la cathédrale Notre-Dame de Paris. Cette sculpture se trouvait à l'origine dans les jardins de Notre-Dame, côté sud, puis a été déplacée à Saint-Denis.